# 在アゼルバイジャン日本国大使館
在アゼルバイジャン日本国大使館（アゼルバイジャン語: Yaponiyanın Azərbaycan səfirliyi、英語: Embassy of Japan in Azerbaijan）は、アゼルバイジャンの首都バクーにある日本の大使館。

## 概要
- 1992年9月7日 - 日本とアゼルバイジャンの間で外交関係が開設される[3]
- 2000年1月21日 - 在アゼルバイジャン日本国大使館が開設される[3]
- 2005年10月12日 - 駐日アゼルバイジャン大使館が開設される[3]

## 大使
2023年11月6日より、渡辺克也が特命全権大使を務めている。